# Вилина
Ви́лина (эст. Vilina) — деревня в волости Йыгева уезда Йыгевамаа, Эстония.

## География и описание
Расположена на вершине друмлина Лайузе,  в 4,5 км к северо-востоку от волостного и уездного центра — города Йыгева. Высота над уровнем моря — 98 метров.  
На территории Вилина расположены болото Сааресоо, городище Вилина и Вилинаское «ложе Калевипоэга» (узкое городище, относящееся ко второй половине первого тысячелетия — началу второго тысячелетия). В котлообразном углублении площадью 0,9 га находится жертвенный родник «Голубой источник Лайузе» — священное место древних эстов.
Климат умеренный. Официальный язык — эстонский. Почтовый индекс — 48434.

## Население
По данным переписи населения 2021 года, в Вилина насчитывалось 39 жителей, все — эстонцы.
По данным переписи населения 2011 года, в деревне проживали 54 человека, из них 53 (98,1 %) — эстонцы.
Численность населения деревни Вилина по данным переписей населения:
| Год  | 1959 | 1970 | 1979 | 1989 | 2000 | 2011 | 2021 |
| ---- | ---- | ---- | ---- | ---- | ---- | ---- | ---- |
| Чел. | 48   | ↗ 61 | ↘ 56 | ↘ 38 | ↗ 52 | ↗ 54 | ↘ 39 |

## История
В источниках 1599 года упоминается пол. wieś Wilień, 1603 года — Filin, 1739 года — Wilinna.

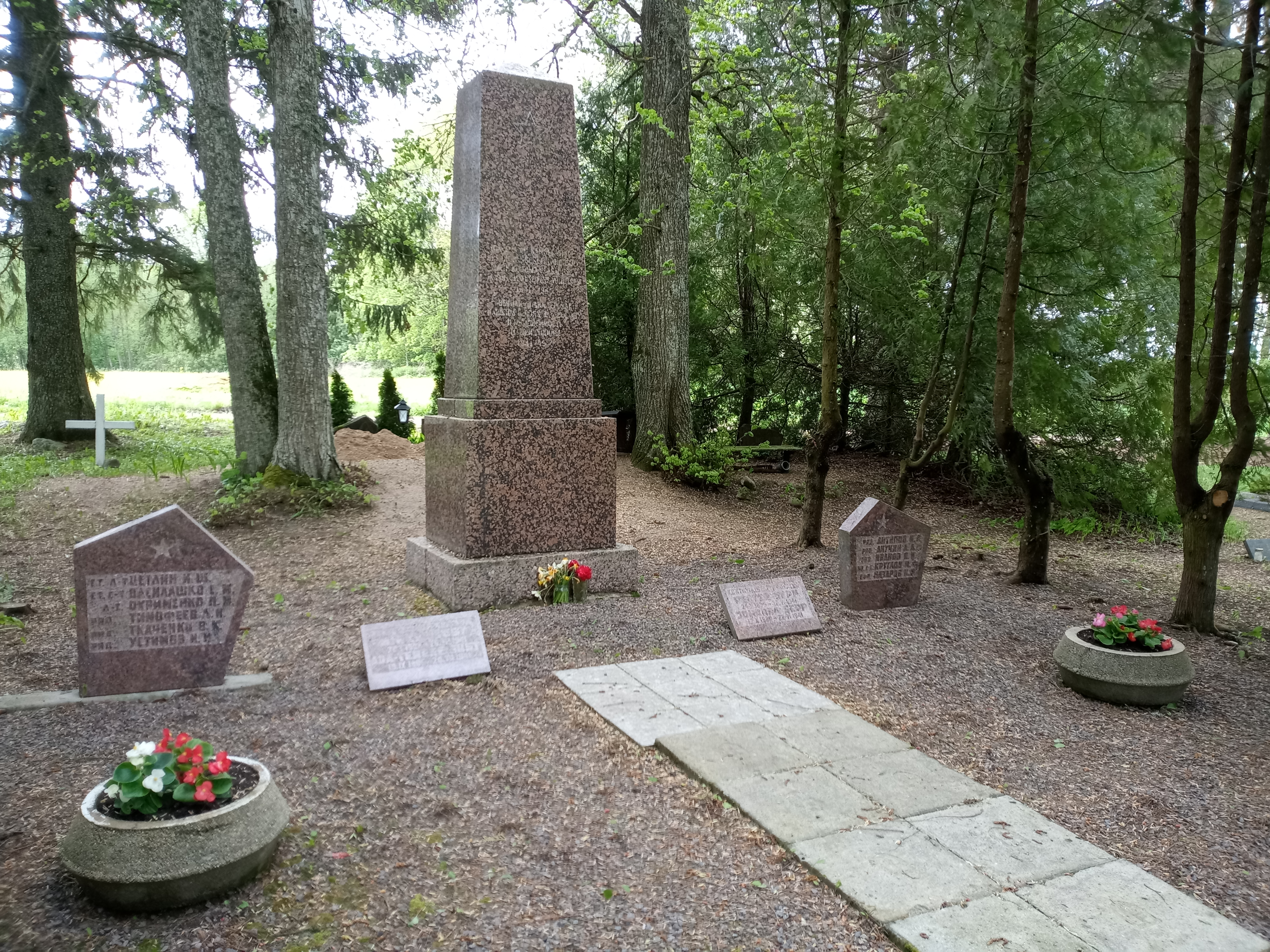
Советский памятник на братской могиле павших во II мировой войне в Вилина. Демонтирован в 2023 году

После Второй мировой войны с Вилина были объединены расположенные у подножия холма Лайузе хутора Мяэалузе (эст. Mäealuse, в 1688 году упоминаются как Mäheallose) или Кирикувалла (эст. Kirikuvalla — «церковно-приходские», это название происходит от церковной мызы, к которой они ранее отноcились).
В 1954 году на расположенной на деревенском на кладбище Лайузе братской могиле советских воинов, павших в Второй мировой войне (исторический памятник с 1997 до 2023 года), был установлен памятник с надписью ««Вечная слава героям, павшим в боях за свободу и независимость нашей Родины в Великой Отечественной войне 1941—1945». 
В протоколе от 30 ноября 2022 года рабочая группа по советским памятникам при Госканцелярии Эстонии признала памятник «красным монументом», подлежащим демонтажу и замене на т.н. «нейтральный» с надписью «Жертвы Второй мировой войны». Памятник был демонтирован в 2023 году (см. Список советских военных памятников Эстонии).

## Происхождение топонима
Происхождение названия деревни неясно. Его можно сравнить с личным именем Филимон и производным от него карельским именем Вилой (Viloi).

## Комментарии
1. ↑  Эстонские топонимы, оканчивающиеся на -а, не склоняются и не имеют женского рода (исключение — Нарва)[7].